# Henri Vilbert
Henri Félix Raine, dit Henri Vilbert o simplement Vilbert (Marsella, 11 de maig de 1870 Vichèi, Alier, 31 d'octubre de 1926), és un actor i cantant francès.
No s'ha de confondre amb el seu nebot, també actor, Henri Vilbert (1904-1997).

## Biografia
Va debutar al cafè-concert Parisiana l'any 1895 on va interpretar els comiques troupiers durant deu anys. Vestint l'aire ximple i la fatiga dels trainsoldiers (soldats de tren) específics per a tots els intèrprets del gènere, canta cançons de còmic militar un xic grolleres, destinades a fer riure el públic obrer. Entre aquests Ah, les p'tits pois !, Ah ! Mon colon !, Le Soldat vierge, Le Rédempteur, Si t'y vas, Oh, Antonio... Si no arriba a l'estrellat com Polin o Dranem, es troba amb força freqüència en petits formats de l'època. També actua en moltes revistes lleugeres a La Cigale i al Folies Bergère.
El cafè-concert va desaparèixer amb la Primera Guerra Mundial, com molts dels seus col·legues, inclosos Fernandel i Raimu, es va convertir a altres estils. Ràpidament es va fer un nom en el món del teatre i l'opereta. Interpreta així 1915, una ressenya del chansonnier Rip, de la qual queda un cilindre de cera groga sobre el qual Vilbert reclama un extracte en vers sense acompanyament musical. Després de diversos èxits al Châtelet i al Moulin Rouge, va ser contractat l'agost de 1910 al Odéon d'André Antoine per interpretar Monsieur de Pourceaugnac. A partir d'aleshores va actuar als principals escenaris parisencs: théâtre Fémina, théâtre de la Porte-Saint-Martin, théâtre Antoine, Apollo, théâtre Mogador, théâtre Marigny, Palais-Royal, etc.
Henri Vilbert va morir l'octubre de 1926 després d'una cirurgia mentre estava sotmès a tractament a Vichèi. Després de les exèquies a l'église de la Madeleine, fou sebollit al cementiri de Saint-Pierre de Marsella.
Deixa uns quants enregistraments gravats entre 1906 i 1911 a Gramophone i Pathé - ultima - duval limitat (alguns dels quals ara són reeditats).

## Teatre
- 1900 : Y'a d'la femme !, revista, Parisiana
- 1906 : Ça sent la femme !, revista, Parisiana
- 1908 : La revista des Folies-Bergère, revista de Pierre-Louis Flers, Folies-Bergère
- 1908 : Nue! Cocotte, revista de Pierre-Louis Flers et Eugène Héros, La Cigale
- 1908 : Occupe- toi d'Émilienne, reista de Rip i Armont, Scala
- 1909 :  Paris-Singeries, revista à grand spectacle de Max Dearly et Maurice Millet, À la Mayolaise, revista de Mayol, Ambassadeurs
- 1909 : La Petite Caporale, pièce à grand spectacle de Victor Darlay et Henri de Gorsse, Théâtre du Châtelet
- 1910 : Halley ! Helley aux Ambass' !, revista d'Albert Saulnier, Ambassadeurs
- 1910 : Monsieur de Pourceaugnac de Molière, Théâtre de l'Odéon
- 1910 : Mais z'oui, revista, La Cigale
- 1911 : Tu peux l'dire, gran revista, La Cigale
- 1911 : La Belle de New York, opereta de Paul Gavault, Moulin Rouge
- 1911 : L'Arlésienne d'Alphonse Daudet, Le Bourgeois gentilhomme i Monsieur de Pourceaugnac de Molière, David Copperfield de Max Maurey, Théâtre de l'Odéon
- 1912: Le Bourgeois gentilhomme de Molière, Théâtre de l'Odéon
- 1912: La revista de Marigny, revista, Théâtre Marigny
- 1912: Le Malade imaginaire de Molière, posada en escena André Antoine, Théâtre Antoine
- 1913 : Les Manigances et L'Épate, comèdies, Théâtre Fémina
- 1913 : Le Bourgeois gentilhomme de Molière, Théâtre de l'Odéon
- 1915 : 1915, revista de guerra en dos actes, Théâtre du Palais-Royal
- 1916 : La revista et l'École du piston, revista, Théâtre des Variétés
- 1916 : Tout avance, revista en 22 tableaux, Théâtre des Variétés puis Théâtre du Gymnase
- 1916 : Le Bourgeois gentilhomme, Les Précieuses ridicules, Le Malade imaginaire de Molière, Théâtre de l'Odéon
- 1917 : Bis!, revista à grand spectacle, Théâtre Michel
- 1917 : La revista du Vaudeville, revista, Théâtre du Vaudeville
- 1917 : L'Affaire des poisons, drama de Victorien Sardou, Théâtre de l'Odéon
- 1917 : La revista féerique, revista, Folies-Bergère
- 1918 : La Fauvette du Temple, opereta d'André Messager, Gaîté-Lyrique
- 1918 : Botru chez les civils, pièce en trois étages et un rez-de-chaussée de Rip et Armont, Théâtre du Palais-Royal
- 1919 : Cabotins, comédie d'Édouard Pailleron, Théâtre de l'Odéon
- 1919 : Hello Charley ou la Nuit d'ivresse, opereta à grand spectacle en tres actes de Pierre-Louis Flers et Ivan Caryll, Apollo
- 1920 : Tartarinette, opereta en tres actes, Alcazar de Marseille
- 1920 : Cabotins, comèdia d'Édouard Pailleron ; Le Fils de Giboyer, comèdia en cinc actes d'Émile Augier, Théâtre de l'Odéon
- 1920 : Rip, opéra-comique de Robert Planquette, Théâtre Mogador
- 1920 : Madame l'Archiduc, òpera bufa en tres actes de Jacques Offenbach, Théâtre Mogador
- 1921 : La Petite Mariée, òpera còmica en tres actes de Charles Lecocq, Théâtre Mogador
- 1921 : La Dame en rose, opereta d'Ivan Caryll, Bouffes-Parisiens, puis Théâtre des Nouveautés
- 1921 : Tu peux y aller revista, revista de G. de La Fouchardière, La Cigale
- 1921 : Les Brigands, òpera bufa en tres actes de Jacques Offenbach, Gaîté-Lyrique
- 1922 : Monsieur Dumollet, opereta en tres actes Victor Jannet, Hugues Delorme i Louis Urgel, Théâtre du Vaudeville
- 1922 : Mam'zelle Nitouche, opereta de Hervé, Théâtre Antoine
- 1922 : Elles y grimpent toutes, revista, La Cigale
- 1923 : Les Brigands, òpera bufa en tres actes de Jacques Offenbach, Gaîté-Lyrique
- 1923 : La revista du Vaudeville, revista, Théâtre du Vaudeville
- 1923 : La Petite Chocolatière, comédie en quatre actes de Paul Gavault, Théâtre de l'Odéon
- 1923 : Amour de princesse, opereta à grand spectacle de Louis Urgel, Gaîté-Lyrique
- 1924 : La Mascotte, òpera bufa d'Edmond Audran, Gaîté-Lyrique
- 1924: Gosse de riche, comèdia musical en tres actes, livret Jacques Bousquet et Henri Falk, musique Maurice Yvain, Théâtre Daunou
- 1924 : Jim, comèdie musical de Romain Côolus i Maurice Hennequin, Théâtre Marigny
- 1925 : Mon curé chez les riches, comèdia en cinc actes d'André de Lorde et Pierre Chaine, Théâtre Sarah-Bernhardt

## Cinema
- 1908: L'Acteur en retard, curtmetratge (179 m) de Manuel i Georges Méliès: l'acteur
- 1921: Tartarin sur les Alpes, pel·lícula de Paul Barlatier i Henri Vorins, sobre la novel·la d'Alphonse Daudet: Tartarin